# Юзефкув (гміна Ґостинін)
Юзефкув (пол. Józefków) — село в Польщі, у гміні Гостинін Ґостинінського повіту Мазовецького воєводства.
Населення — 261 особа (2011).
У 1975-1998 роках село належало до Плоцького воєводства.

## Демографія
Демографічна структура станом на 31 березня 2011 року:
|          | Загалом | Допрацездатний вік | Працездатний вік | Постпрацездатний вік |
| -------- | ------- | ------------------ | ---------------- | -------------------- |
| Чоловіки | 136     | 28                 | 94               | 14                   |
| Жінки    | 125     | 29                 | 73               | 23                   |
| Разом    | 261     | 57                 | 167              | 37                   |